# Miklós Suba

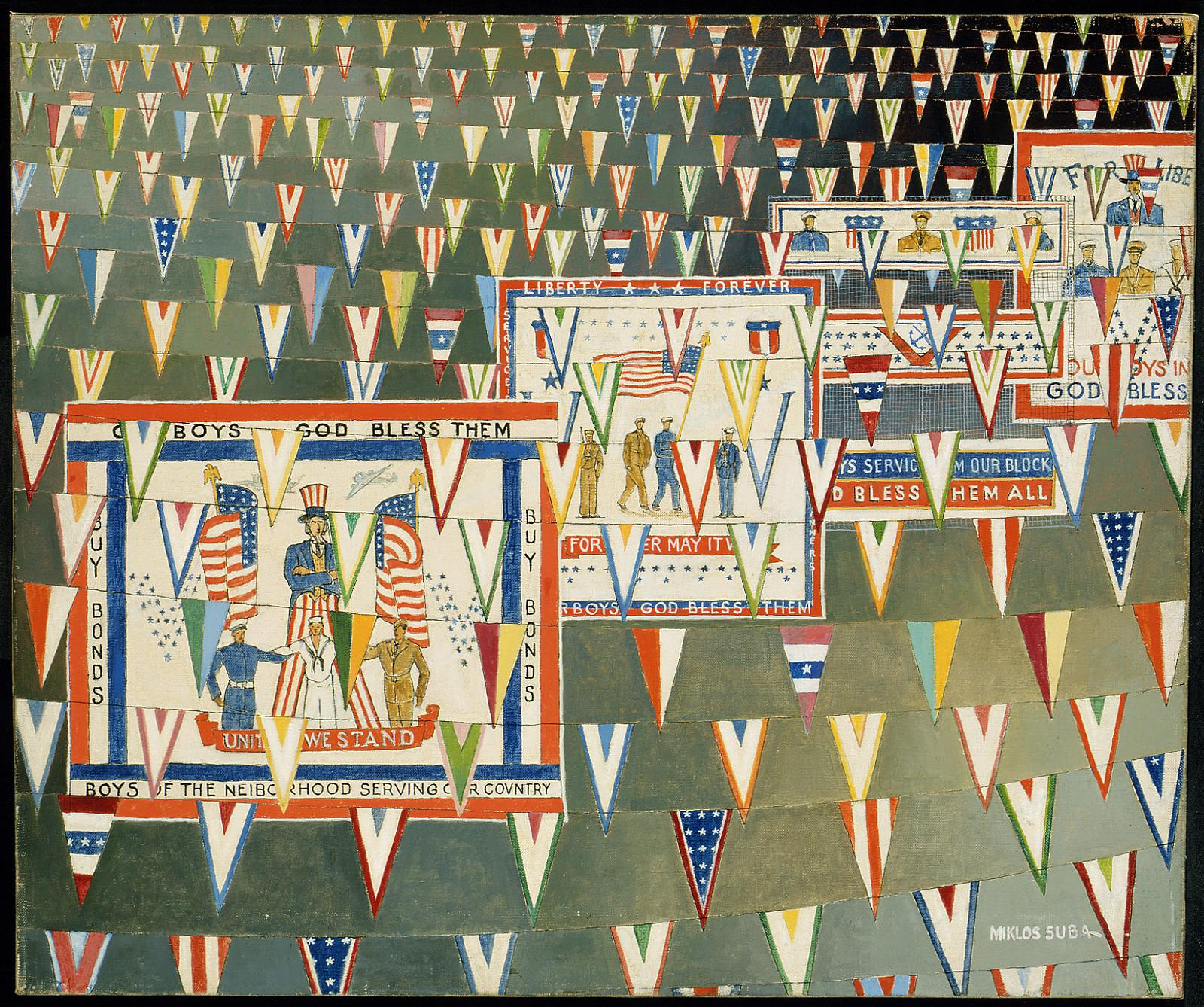
Miklos Suba: Hommage an den amerikanischen Militärdienst im Zweiten Weltkrieg (1942). Museum of Fine Art, Boston

Miklós Suba (* 1880 in Szatmár, deutsch Sathmar – heute Satu Mare in Rumänien; † 18. Juli 1944 in Brooklyn, New York) war ein ungarisch-amerikanischer Maler und Architekt. Er gilt als Vertreter des Präzisionismus in der Malerei.

## Leben
Miklós Suba wurde 1880 in Szatmár (heute Satu Mare) geboren. Er studierte Architektur an der Technischen Königlichen Universität Budapest, Abschluss 1902, und anschließend Malerei an der Akademie der Bildenden Künste in Wien, 1903 folgte ein Studium der Malerei an der Akademie der bildenden Künste in Wien. Anschließend unternahm er Studienreisen nach England, Frankreich, in die Niederlande und nach Italien. Nach seiner Rückkehr nach Budapest arbeitete er etwa zwei Jahrzehnte lang als Architekt. In dieser Zeit heiratete er die US-amerikanische Pianistin May; 1913 wurde die gemeinsame Tochter Susanne Suba, später selbst Künstlerin und Illustratorin, geboren.

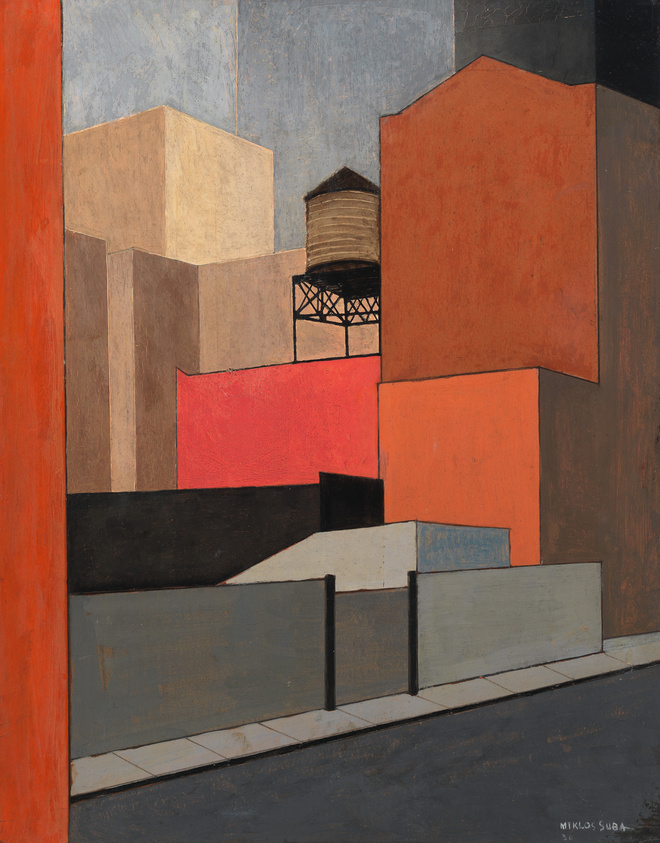
Miklos Suba: Smith Street (1930). Whitney Museum of American Art

1924 emigrierte die Familie in die Vereinigten Staaten und ließ sich in Brooklyn Heights, New York, nieder. Dort wohnte  Miklos Suba  zunächst in der Montague Street, später in der Sidney Place und zuletzt in der Willow Street. Er kehrte nur einmal kurz nach Ungarn zurück und hielt sich drei Wochen in Chicago auf, verbrachte aber ansonsten sein gesamtes weiteres Leben in Brooklyn.  Miklos Suba  starb 1944 nach kurzer Krankheit und wurde auf dem Green-Wood Cemetery in Brooklyn beigesetzt.

## Werk
In Budapest malte  Miklos Suba  noch in einem traditionellen mitteleuropäischen Stil. Nach seiner Übersiedlung in die USA verlagerte sich sein Schaffen zunehmend auf die Darstellung urbaner und industrieller Motive. Seine Gemälde zeigen Gebäude, Fabriken, Wasserwege und Straßenzüge Brooklyns, oft in unmittelbarer Nähe seiner Wohnorte. Charakteristisch ist die präzise, geometrisch exakte Wiedergabe der Architektur. Suba selbst betonte, er wolle realistische Eindrücke ausdrücken, ohne Abstraktion oder bloße fotografische Wiedergabe.
Ein besonderes Interesse widmete er Friseurläden, deren Stangen und deren städtischem Umfeld.  Miklos Suba  fertigte Modelle von Barbierstangen verschiedener Standorte in Brooklyn an. Nach seinem Tod wurden diese Modelle 1948 in einer Ausstellung im Brooklyn Museum gezeigt. Zwölf dieser Stangen sowie dazugehörige Arbeitszeichnungen und Lagepläne befinden sich heute in der Sammlung der Brooklyn Historical Society.

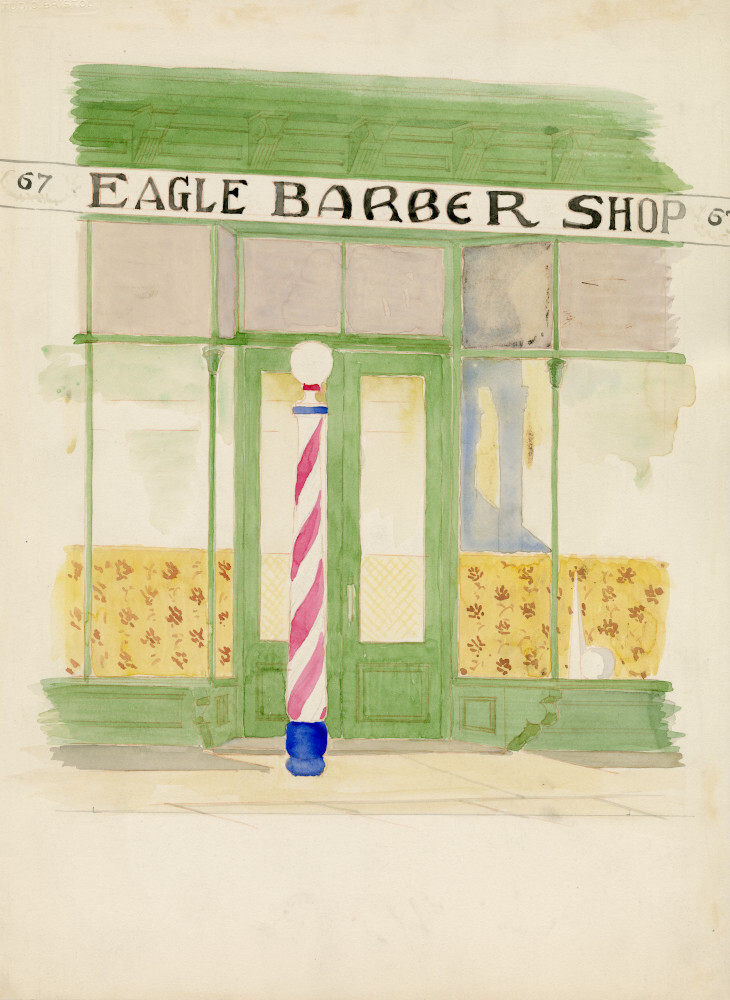
Miklos Suba: Barber Pole, South 8th Street, Brooklyn, NY (Aquarell, ca. 1941). Brooklyn Public Library, Center for Brooklyn History

Seine Arbeiten sind in den Sammlungen namhafter Museen wie dem Metropolitan Museum of Art, dem Museum of Fine Arts in Boston, dem Art Institute of Chicago und dem Brooklyn Museum vertreten.